# Profily odvahy

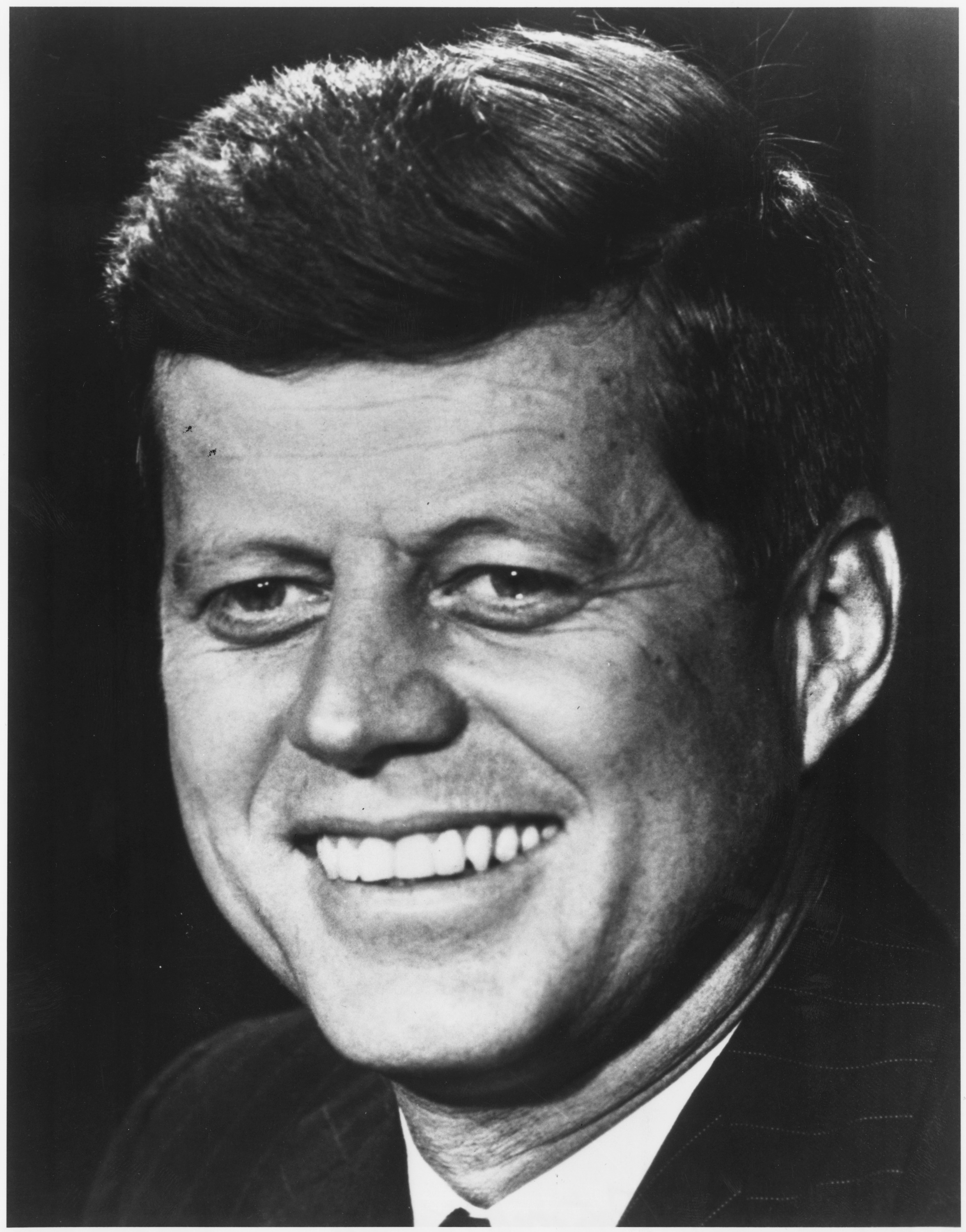
John F. Kennedy, 1961

Profily odvahy, anglicky Profiles in Courage, je životopisná kniha zachycující odvážné činy osmi senátorů Spojených států, kteří při svém rozhodování nadřadili zájem celku – státu nad osobní prospěch a pomohli tím kultivovat vývoj amerického demokratického zřízení. Po vydání 1. ledna 1956 se stala bestsellerem a získala široký ohlas. V roce 1957 byla oceněna Pulitzerovou cenou.
Jejím autorem je americký politik a později prezident John Fitzgerald Kennedy, který v době vzniku díla působil první volební období v Senátu USA za stát Massachusetts. Přesto existují věrohodná vyjádření, že značnou část textu napsal autor jeho projevů Theodore Sorensen. Kniha se stala předlohou pro stejnojmenný televizní seriál, premiérově vysílaný v letech 1964–1965 na stanici NBC.

## Pozadí vzniku
John F. Kennedy sloužil od ledna 1953 první období jako americký senátor za Massachusetts, než se v lednu 1961 stal 35. americkým prezidentem. Myšlenku napsat knihu mu vnukl úryvek z díla Herberta Agara s názvem The Price of Union (Hodnota Unie), v němž byl popsán hrdinský čin Johna Quincy Adamse, Kennedyho předchůdce v křesle massachusettského senátora. Danou pasáž předložil Sorensenovi a požádal jej, zdali by v historii státu nenašel další příklady obdobných činů. Kennedy původně zamýšlel napsat pouze článek, ale poté, co se sešlo více příkladů takových osobností, vznikla kniha. Za pomoci odborných poradců a Knihovny Kongresu ji senátor napsal v letech 1954 a 1955 během dlouhodobého upoutání na lůžko, kdy se zotavoval z operace zad. Jejich zranění utrpěl za druhé světové války, kdy v hodnosti poručíka velel torpédovému člunu PT 109 v oblasti Šalomounových ostrovů.

## Senátoři USA

### John Quincy Adams

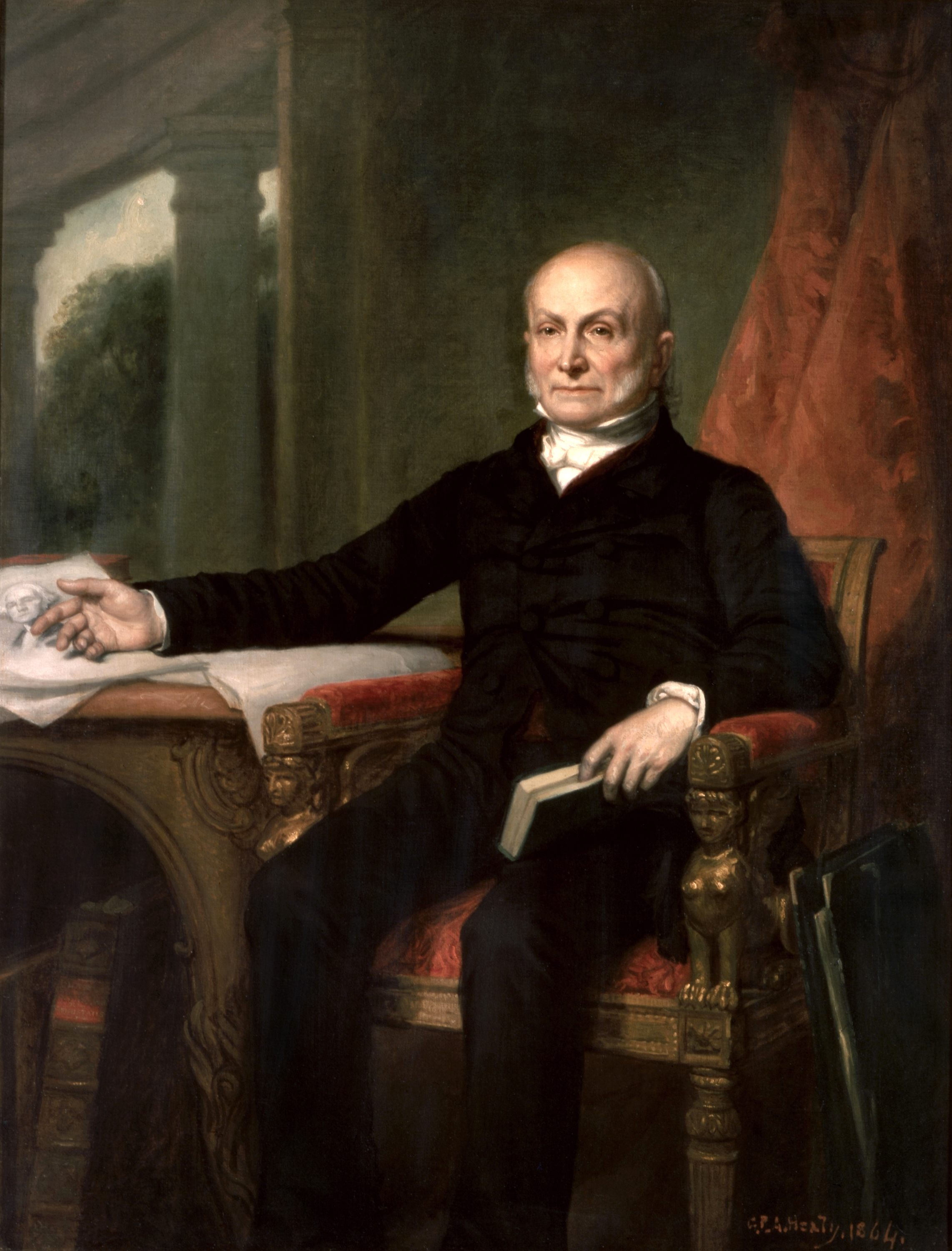
John Quincy Adams

Puritán John Quincy Adams byl letech 1803–1808 americkým senátorem za Massachusetts, v období 1825–1829 pak prezidentem Spojených států. Se svým otcem – druhým prezidentem Johnem Adamsem, byli jedinými dvěma neznovuzvolenými v prvních padesáti letech.
Kennedy to přičítal jeho vynikajícím vlastnostem Ducha. Uvedl, že se mu nevyrovnala žádná životní dráha v dějinách Spojených států. V roce 1807 propukla jeho roztržka s vlastní Federalistickou stranou v důsledku zajímání amerických lodí a námořníků ze strany Angličanů. Rok předtím prosadil rezoluci, která takové chování odsuzovala, federalisté ovšem hlasovali proti. 18. září 1807 pak prezident Thomas Jefferson požádal Senát o embargo vůči Britům, které by ekonomicky značně poškodilo Massachusetts. John Quincy Adams však nadřadil zájem celého státu nad dílčí zájem jedné části Unie a hlasoval pro Jeffersonův návrh, který v prezidentských volbách dříve porazil jeho otce. Jako jediný z federalistů byl také pro prezidentův návrh koupě louisianského teritoria a uvolnění částky jedenácti miliónů dolarů pro nákup.
V roce 1808 se s Federalisty rozešel a vstoupil do Demokraticky-republikánské strany.

### Daniel Webster
Právník Daniel Webster zastával v období 1827–1850, se čtyřletou přestávkou, úřad amerického senátora za stát Massachusetts a patřil k vůdcům Whigů. Dvakrát také působil jako ministr zahraničních věcí. 21. ledna 1850 podpořil Třetí velký kompromis Henryho Claye, který ochránil jednotu Unie až do roku 1861, přestože stát Massachusetts schválil zákon prohlašující za zločin, pokud se bude kdokoli snažit tento velký kompromis uplatnit. Spolu s Clayem z Kentucky a Johnem Calhounem z Jižní Karolíny patřil mezi tzv. „velký triumvirát“ senátorů ze severních států Unie, kteří hráli hlavní roli v zákonodárném sboru 30. a 40. let.
Památné vystoupení známé jako „Projev 7. března“ přednesl v Senátu roku 1850. Tři hodiny a jedenáct minut v něm obhajoval jednotu a celistvost Unie.

### Thomas Hart Benton

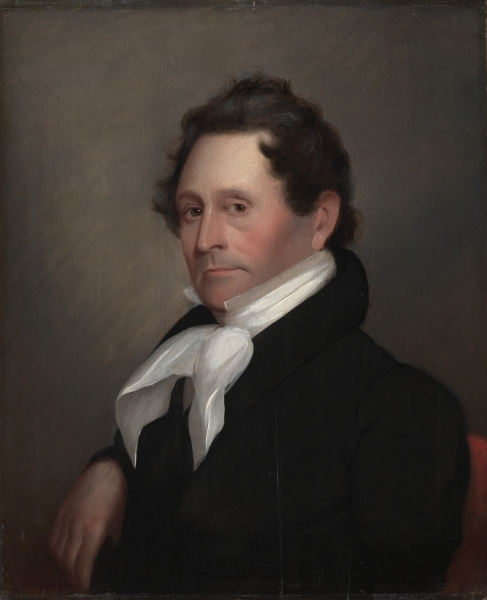
Thomas Hart Benton, Jouett, circa 1820

Thomas Hart Benton byl v letech 1821–1851 prvním americkým demokratickým senátorem ze státu Missouri, otrokářského státu stojícího na straně Jihu. Benton bránil všem snahám odštěpit tento stát od Unie. V senátorské volební kampani měl v otázce smlouvy o anexi Texasu jiný názor než Demokratická strana, když požadoval její propadnutí. Znovuzvolen byl na základě popularity prostých občanů.
V roce 1848 byl navržen Zákon o otroctví, proti kterému ostře vystoupil v Senátu a prohlásil: „Senát není hoden takovýchto debat“. V důsledku tohoto postoje na něj byla v otrokářském Missouri zahájena štvanice. V roce 1851 senátní volby již nevyhrál a křeslo obsadil stoupenec Whigů Henry Geyer.
Z dalších hlasování byl proti třetímu velkému kompromisu Claye a také se postavil proti rozdělení území Kalifornie.
V předkládání návrhů zákonů patřil mezi nejaktivnější členy celé historie Kongresu.

### Sam Houston
Stranickou příslušností demokrat Sam Houston zastával v období 1846–1859 úřad senátora Kongresu USA za stát Texas. Od roku 1859 byl texaským guvernérem, než došlo v březnu 1861 k jeho odvolání z úřadu, protože se postavil proti vystoupení státu z Unie.
Kniha ocenila jeho vystoupení proti zákonu Kansas-Nebraska Act z roku 1854, podle kterého bylo území Kansasu rozděleno 37. rovnoběžkou na Kansas a Nebrasku. Právní akt tím zrušil Missourský kompromis z roku 1820 a ponechal na rozhodnutí místních kolonistů, jestli přistoupí k otrokářství.

### Edmund G. Ross
Edmund G. Ross byl mezi lety 1866 až 1871 americkým republikánským senátorem za stát Kansas. Spolu se šesti dalšími republikány 16. května 1868 hlasoval proti sesazení demokratického prezidenta Andrewa Johnsona v procesu impeachmentu, čímž pomohl zachovat rovnováhu tří mocí ve státu a důstojnost prezidentského úřadu. Pokud by byl Jonson odvolán, moc by se nebezpečně vychýlila na stranu Kongresu.
Kniha však uvádí v příběhu senátora Rosse závažné chyby.

### Lucius Lamar
Lucius Lamar, demokratický senátor za stát Mississippi, sloužil v americkém Kongresu mezi lety 1877–1885. Následně se na tři roky stal ministrem vnitra. Kennedy vyzdvihl jeho pochvalný proslov na adresu massachusettského senátora Charlese Sumnera v roce 1874, dále za usilovnou snahu vylepšovat vztahy mezi Severem a Jihem během období Rekonstrukce a za jeho nepopulární ale pevný a odmítavý postoj k Blandovu-Allisonovu zákonu (Bland-Allison Act), který povoloval ražbu stříbrných dolarových mincí.

### George Norris
George Norris byl v letech 1913–1943 senátorem Kongresu Spojených států za stát Nebraska. Kniha jej oceňuje za konstruktivní opozici vůči autokratickému způsobu chování předsedy Sněmovny reprezentantů Josepha Gurneyho Cannona, dále za vystoupení proti vyzbrojování amerických obchodních lodí ještě v době neutrality Spojených států za první světové války a také za podporu prezidentské kampaně demokrata Ala Smithe v roce 1928, ač byl sám republikán.

### Robert A. Taft
Robert A. Taft představoval syna amerického prezidenta Williama H. Tafta. V americkém senátu zasedal jako republikán za stát Ohio v letech 1939–1953. Podle knihy jednal nestranně, což se odráželo v přezdívce „Pán Poctivec“. Jako otec měl prezidentské ambice, ale především díky znepřátelení odborů, stejně tak i za jeho kritický postoj vůči Norimberskému procesu, nezískal prezidentskou nominaci na republikánském konventu v roce 1948 (souvislost s Taft-Hartleyovým zákonem).
6. října 1946 vystoupil s projevem, který požadoval spravedlivý soud s norimberskými válečnými zajatci, a to podle platné Ústavy, která je „svatá“. Tím proti sobě popudil značnou část národa. Norimberský proces totiž porušil americkou právní zásadu, podle níž nemůže být nikdo souzen na základě retroaktivních zákonů – ex post facto.